# Хеллерс, Фердинанд
Эрик Гу́став Фердина́нд Хе́ллерс (швед. Eric Gustaf Ferdinand Hellers; 28 января 1969, Стокгольм) — шведский шахматист, гроссмейстер (1988). Чемпион Европы среди юниоров (до 16 лет) в январе 1985 года и занявши 3-е место в чемпионат мира (1986). В составе команды Швеции, участник двух Олимпиад 1988 (8 очков из 11 на 4-й доске) и 1990 (7½ из 11 на 2-й доске).
Лучшие результаты в других международных соревнованиях: Экло (1985) — 2-е; Амстердам (1985) и Будапешт (1988) — 1-е; Гёусдал (1987), зональный турнир ФИДЕ) — 2—4-е; Мальмё (1987—1988) — 3—4-е; Западный Берлин (1988) — 1—11-е; Нествед (1988) — 1—2-е места.
1 января 1998 достиг самого высокого рейтинга в своей карьере, набрав 2605 очков.
В (1989—1990) и (1993—2001) занял 2-е место в рейтинге ФИДЕ среди шведских шахматистов, уступая только Ульфу Андерссону. Его лучшим местом в мировом рейтинге было 47-е мест с января 1989 года.

## Биография
Уже в возрасте двенадцати лет, в 1981 году, Хеллерс проявил себя как шахматный вундеркинд. Первых успехов добился после победы в международных соревнованиях среди юношей: чемпионат Европы (1984—1985). Нынче занимается юридическое образование, и на сегодня Хеллерс отложил шахматы и его часто нанимают как адвоката по банкротству. 

## Изменения рейтинга
| Графики недоступны из-за технических проблем. См. информацию на Фабрикаторе и на mediawiki.org. |